# ان‌جی‌سی ۱۷۸
ان‌جی‌سی ۱۷۸ (انگلیسی: NGC 178) یک کهکشان مارپیچی ماژلانی در صورت فلکی نهنگ است. این کهکشان در ۳ نوامبر ۱۸۸۵ میلادی توسط اورموند استون کشف شد.